# Oron J. Hale
Oron James Hale (* 29. Juli 1902 in Goldendale, Washington; † 19. Juli 1991 in Richmond, Virginia) war ein US-amerikanischer Historiker. Sein Schwerpunkt war die deutsche Geschichte, mit der er unter anderem bei der Aufarbeitung der Zeit des Nationalsozialismus befasst war.

## Leben
Hale wurde als zweiter Sohn von William Robert und Frances I. (Putnam) Hale geboren. Als Mitglied der Phi Beta Kappa machte er 1925 seinen Abschluss (cum laude) bei der University of Washington in Seattle, dem folgten 1928 ein Master of Arts und 1930 ein Ph.D. an der University of Pennsylvania in Philadelphia.
Seit 1929 war Hale Mitglied des Instituts für Geschichte der University of Virginia, dem er bis 1972 angehören sollte. Er forschte Ende der 1920er Jahre und Anfang der 1930er Jahre in Europa auf dem Gebiet der Diplomatie und Presse in London, Paris, Berlin und München. Hale verbrachte dort seine Zeit mit seiner ersten Frau Annette Van Winkle Hale, die er 1929 geheiratet hatte, und wurde zu einem Zeitzeugen des Aufstiegs Adolf Hitlers und des Nationalsozialismus. 1942 wurde er im Rahmen seiner Tätigkeit für den Nachrichtendienst des Generalstabs des Kriegsministeriums der Vereinigten Staaten in den Rang eines Majors erhoben. Nach dem Krieg nahm Hale an einem Sonderauftrag der Shuster-Commission teil, bei dem er verschiedene bekannte Träger des NS-Regimes wie Hermann Göring, Wilhelm Keitel, Karl Dönitz, Joachim von Ribbentrop, Alfred Rosenberg, Robert Ley, Alfred Jodl und Franz von Papen verhörte.
1946 kehrte Hale in die Vereinigten Staaten als Professor für Europäische Geschichte an der University of Virginia zurück, ging aber bereits 1950 wieder als stellvertretender Landeskommissar für Bayern unter George N. Shuster nach Deutschland, anschließend beerbte er diesen und diente fortan unter dem Hohen Kommissar John Jay McCloy.
Von 1952 an war Hale wieder an der University of Virginia tätig und dort von 1955 bis 1962 Leiter des Instituts für Geschichte. Des Weiteren wirkte er in der Southern Historical Association, deren Vorsitz er von 1958 bis 1959 innehatte, der American Historical Association und dem Committee on War Documents, dem er 1957 und 1964, als das Komitee in die Conference Group for Central European History überführt wurde, vorstand. Bei diesem Komitee leitete er die Freigabe und Aufnahme auf Mikrofilm von Millionen von Dokumenten des NS-Staates, bevor diese an die bundesdeutsche Regierung zurückgegeben wurden.
1963 wurde Hale als Mitglied des Institute for Advanced Studies (Princeton) ernannt. 1964 folgten Gastprofessuren in Harvard, Duke, der University of Missouri und University of North Carolina. 1965 wurde er Professor für Geschichte an der University of Virginia, nebenbei kümmerte er sich um seine kranke Frau, die 1968 starb.
Hale war Autor zahlreicher Artikel, Kommentare und Rezensionen zur deutschen Geschichte. Seine Beiträge erschienen im Virginia Quarterly Review, Journal of Modern History, Journal of Central European Affairs, American Historical Review, Richmond Times-Dispatch und den Annals of the American Academy of Political and Social Science. Bekannt wurde sein Buch The Captive Press in the Third Reich, das 1964 den George Polk Award erhielt und unter dem Titel Presse in der Zwangsjacke 1933–45 ins Deutsche übersetzt wurde. Weitere Werke umfassen Germany and the Diplomatic Revolution, 1904–1906, das 1931 den George-Louis-Beer-Preis der American Historical Association erhielt, das 1940 veröffentlichte Publicity and Diplomacy, 1890–1914 sowie The Great Illusion, 1900–1914 (1971).
In Anerkennung seiner Verdienste in der Forschung und seiner Dienste für die Regierung wurde Hale vom United States Department of the Army 1964 der Outstanding Civilian Award zuerkannt; 1969 folgten das Große Verdienstkreuz des Verdienstordens der Bundesrepublik Deutschland und der Thomas Jefferson Award der University of Virginia. Als weiteren Ehrentitel erhielt er 1958 einen Doctor of Letters des Hampden-Sydney College, 1986 wurde er durch einige seiner früheren Studenten mit einer Festschrift geehrt. 
1970 ging Hale mit Virginia Zehmer seine zweite Ehe ein. Nach seiner Emeritierung erlitt er 1973 einen Herzanfall, worauf ihm ein Herzschrittmacher eingesetzt wurde. Neben privaten Aktivitäten widmete er sich sozialen Belangen seiner Gemeinde. Außerdem kümmerte er sich um seine Frau, die 1989 starb. Hale wurde nach seinem Tod auf dem Friedhof der University of Virginia beigesetzt.